# Giovanni Battista Savelli
Giovanni Battista Savelli (Roma, 1422 circa – Castel Gandolfo, 18 settembre 1498) è stato un cardinale italiano della Chiesa cattolica, nominato da papa Sisto IV, nel 1480.

## Biografia

### I primi anni
Giovanni Battista, nacque a Roma in seno alla nobile famiglia Savelli  in data imprecisata nell'anno 1422 circa. Egli era figlio di Nicola Savelli, signore di Palombara e Castel Gandolfo, nobile romano che vantava tra i propri antenati figure di spicco nella curia romana come papa Onorio IV ed il cardinale Bertrando Savelli.
Intrapresa la carriera ecclesiastica su pressione dei genitori, divenne protonotario apostolico e fu poi governatore di Bologna dal 1468 al 1470 per poi passare al governatorato della Marca di Ancona nel febbraio del 1474.

### Il cardinalato
Creato cardinale in pectore da papa Paolo II nel maggio o giugno del 1471 assieme ad altri tre prelati, i loro nomi non vennero subito resi pubblici per via dell'opposizione che loro muoveva il re di Francia ed il cardinale Latino Orsini, ragione per cui costoro non furono ammessi al conclave dell'agosto del 1471. Nel frattempo Giovanni Battista Savelli venne creato legato pontificio a Perugia e finalmente creato cardinale diacono nel concistorio del 15 maggio 1480, ricevendo poco dopo la diaconia dei Santi Vito e Modesto, ricevendo la berretta cardinalizia nella basilica di San Pietro il 3 giugno 1480. Confermato legato a latere a Perugia il 16 giugno 1480, lasciò Roma per la sua legazione il 12 luglio di quello stesso anno; ritornò a Roma il 2 dicembre 1480. Nominato legato pontificio a Genova il 4 dicembre 1480 col compito di ristabilire la pace tra le famiglie Fregoso e Adorno e per supervisionare l'armamento della flotta papale ivi ormeggiata per essere preparata contro i Turchi. Lasciò Roma nuovamente per la sua legazione il 20 dicembre 1480 e vi fece ritorno il 30 giugno 1481, risalendo il Tevere in barca con un vascello da lui personalmente armato. Giunto a Roma il cardinale Savelli si recò alla Basilica di San Paolo fuori le mura dove venne ricevuto dal pontefice e dove benedisse la flotta pontificia; successivamente, nel concistorio celebrato quello stesso giorno, egli presentò al papa un resoconto completo della sua missione a Genova.

### Accuse e innocenza
Recatosi a Perugia e ritornato a Roma il 24 novembre 1481, tornò nuovamente a Perugia per poi rientrare ancora in Vaticano il 18 maggio 1482. Nella lotta con gli Orsini, egli cadde in disgrazia presso papa Sisto IV e venne accusato di tradimento nel concistorio del 2 gennaio 1483. Malgrado la sua proclamazione di innocenza, egli venne trattenuto come ostaggio in Vaticano ed alloggiato col cardinale Giuliano della Rovere per una notte. Il giorno successivo venne trasferito a Castel Sant'Angelo assieme al cardinale Giovanni Colonna ove rimase sino al 15 novembre 1483 quando venne liberato e riconosciuto innocente nel concistorio che si tenne in quello stesso giorno. Optò quindi per la diaconia di San Nicola in Carcere il 17 marzo 1484 e prese parte al conclave che si svolse quello stesso anno e che elesse papa Innocenzo VIII. Dopo la nomina del nuovo pontefice, Giovanni Battista Savelli venne nominato legato a Bologna per poi prendere parte al conclave del 1492 che elesse papa Alessandro VI.

### Gli ultimi anni
Nominato amministratore apostolico della sede di Maiorca il 31 agosto 1492, mantenne tale incarico sino al 27 marzo 1493. Nel frattempo, il 31 agosto 1492, divenne legato a Spoleto ed arciprete della basilica di Santa Maria Maggiore a Roma. Il 31 dicembre 1493 scortò re Carlo VIII di Francia nella sua entrata a Roma, premurandosi di ottenere nuovamente la delegazione di spoleto nel concordato siglato tra papa e re di Francia il 15 gennaio 1495. Dopo la dipartita del re francese dall'Italia, il cardinale rimase lontano un anno e mezzo dalla corte pontificia ove fece ritorno solo il 22 dicembre 1496 accompagnato dal vescovo Pietro da Cesena, venendo entrambi ricevuti dal pontefice il giorno successivo.
Giovanni Battista Savelli morì il 18 settembre del 1498 a Castel Gandolfo e venne sepolto nella Cappella di famiglia nella Basilica di Santa Maria in Aracoeli a Roma.

## Stemma
| Immagine | Blasonatura |
| -------- | --- |
| \| \|    | Giovanni Battista Savelli Cardinale Spaccato d'argento sopra un bandato d'oro e di rosso, alla fascia di verde caricata con una burella ondata di nero, attraversante sulla partizione; l'argento caricato di due leoni affrontati d'oro tenenti colle branche anteriori una rosa di rosso gambuta e fogliata di verde, sormontata da un uccello di nero (Savelli). Lo scudo, accollato a una croce astile patriarcale d'oro, posta in palo, è timbrato da un cappello con cordoni e nappe di rosso. Le nappe, in numero di trenta, sono disposte quindici per parte, in cinque ordini di 1, 2, 3, 4, 5. |
|          | |